# آرتور گریفیتس (بازیکن فوتبال زاده ۱۸۸۵)
آرتور گریفیتس (انگلیسی: Arthur Griffiths؛ 1885 – 1944 (aged 59)) بازیکن فوتبال اهل بریتانیا بود.
از باشگاه‌هایی که در آن بازی کرده‌است می‌توان به باشگاه فوتبال استوک سیتی، باشگاه فوتبال ورکسام، و باشگاه فوتبال اولدهام اتلتیک اشاره کرد.